# Alessandro Riario
Alessandro Riario (Bolonha, 3 de dezembro de 1543 - Roma, 18 de julho de 1585) foi um cardeal do século XVII

## Biografia
Nasceu em Bolonha em 3 de dezembro de 1543. Patrício veneziano e bolonhês. Filho do conde palatino Giulio Riario e de Isabella Pepoli. Parente do Papa Gregório XIII apenas por casamento, não por sangue. Outros cardeais da família foram Pietro Riario, OFMConv. (1471); Raffaele Sansoni Riario (1477); Tommaso Riario Sforza (1823); e Sisto Riario Sforza (1846).
Estudou na Universidade de Pádua; e na Universidade de Bolonha, onde obteve o doutorado in utroque iure , direito canônico e civil, em 11 de maio de 1563..
Protonotário apostólico. Referendário dos Tribunais da Assinatura Apostólica da Justiça e da Graça. Prelado doméstico do Papa Pio IV (1559-1565). Secretário apostólico, 1º de maio de 1562. Auditor geral da Câmara Apostólica, 3 de abril de 1565 (2) a 1578..
Eleito patriarca titular de Alexandria, em 8 de novembro de 1570. Acompanhou o cardeal Michele Bonelli, OP, em sua legação à Espanha, Portugal e França em 1571 para encorajar seus soberanos a uma liga contra os turcos. Consagrado, domingo, 24 de agosto de 1572, na Capela Sistina, em Roma, pelo cardeal Benedetto Lomellini, auxiliado por Antonio Elio, patriarca titular de Jerusalém, e por Giovanni Ambrogio de Fieschi, bispo de Savona. Na mesma cerimônia foi consagrado Leonardo Truchi, bispo de Noli..
Criado cardeal sacerdote no consistório de 21 de fevereiro de 1578; recebeu o gorro vermelho e o título de S. Maria in Aracoeli, em 3 de março de 1578. Juntamente com o cardeal Francesco Crasso e outros prelados, foi encarregado da reforma dos escritórios da Cúria Romana e da implementação das reformas. Legado a latere perante o rei Felipe II de Espanha e Portugal, 23 de março de 1580. Prefeito do Tribunal da Assinatura Apostólica de Justiça, maio de 1581. Legado a latere em Portugal, 25 de outubro de 1581. Legado a latere em Perugia e Umbria, 25 de outubro de 1581 até 1583. Participou do conclave de 1585, que elegeu o Papa Sisto V..
Morreu em Roma em 18 de julho de 1585. Enterrado em frente ao altar-mor da basílica de Ss. XII Apostoli, Roma; posteriormente transferido para a igreja agostiniana de S. Giacomo, Bolonha.